# Ортодонција
Ортодонција је стоматолошка специјалност која се бави дијагнозом, превенцијом, лечењем и корекцијом неправилно постављених зуба и вилица, као и неусклађених образаца загриза. Такође се може позабавити модификацијом раста лица, познатом као дентофацијална ортопедија.
Неусклађеност зуба и вилица је врло често. Скоро 50% популације у развијеном свету, према Америчком удружењу ортодонције, има малоклузије довољно тешке да би имало користи од ортодонтског лечења, иако се ова бројка смањује на мање од 10% према истој изјави АУО када се говори о медицински неопходној ортодонцији.